# Darkstone
Darkstone — компьютерная игра в жанре Action/RPG, разработанная французской компанией Delphine Software International и выпущенная на платформах Microsoft Windows (1999) и Playstation (2000). Игра во многом похожа на Diablo.

## Сюжет
Злой лорд Драак (англ. Draak), обладающий способностью превращаться в дракона, набрал силы после поражения и вернулся в мир Ума (англ. Uma) со своей армией, неся смерть и разрушения. Игроки должны найти путь в логово Драака и победить его в бою. По пути они должны найти семь кристаллов и использовать их для воссоздания сферы времени (англ. time orb), без которой Драак не может быть побеждён.

## Игровой процесс
Игровой процесс в целом похож на представленный в игре Diablo. Мир игры делится на город, где можно покупать и продавать оружие и другие предметы, получать квесты и т. д., и несколько территорий, на которых имеются входы в подземелья, предметы и монстры. Каждое подземелье связано с каким-либо квестом и состоит из четырёх уровней. Завершая квест, игрок получает один из семи кристаллов. Последнее подземелье ведёт в логово Драака.
Подземелья состоят из коридоров и комнат. В них много коробок, ваз и сундуков, из которых можно добыть полезные предметы. Мана и здоровье восстанавливаются в колодцах.
Пользовательский интерфейс похож на использованный в Diablo. Передвижение и атаки в версии для Windows совершаются при помощи мыши. У каждого персонажа имеется инвентарь, в котором хранятся предметы.
Особенностью игры (в версии для Windows) является возможность контролировать двух персонажей одним игроком: непосредственно игрок контролирует одного персонажа, но может переключиться на другого. Неактивный персонаж управляется искусственным интеллектом: он следует за игроком и защищает себя от врагов.
В версии для Windows возможна однопользовательская или многопользовательская игра (в версии для Playstation — только однопользовательская). Многопользовательские игры могут быть кооперативными или рассчитанными на сражение между игроками. Играть можно по локальной сети или через интернет.

## Восприятие
| Сводный рейтинг       | Сводный рейтинг | Сводный рейтинг |
| Издание               | Оценка          | Оценка          |
| Издание               | PC              | PS              |
| --------------------- | --------------- | --------------- |
| GameRankings          | 77,39 %         | 65,41 %         |
| Metacritic            |                 | 58/100          |
| MobyRank              | 77/100          | 65/100          |
| Иноязычные издания    |                 |                 |
| Издание               | Оценка          | Оценка          |
| Издание               | PC              | PS              |
| AllGame               | [ 7 ]           | [ 8 ]           |
| EGM                   |                 | 3,16/10         |
| GameFan               | 79/100          |                 |
| Game Informer         |                 | 7,25/10         |
| GamePro               | [ 4 ]           | [ 5 ]           |
| GameRevolution        | C               | D-              |
| GameSpot              | 8,6/10          | 6/10            |
| IGN                   | 9,0/10          | 6,9/10          |
| OPM                   |                 | [ 5 ]           |
| PC Gamer (UK)         | 76/100          |                 |
| PC Gamer (US)         | 90/100          |                 |
| Русскоязычные издания |                 |                 |
| Издание               | Оценка          | Оценка          |
| Издание               | PC              | PS              |
| Absolute Games        | 75 %            |                 |
| Game.EXE              | [ 15 ]          |                 |

Версия для Windows получила в целом положительные отзывы критиков. В обзоре на сайте IGN отмечаются следующие положительные стороны игры: большое число игровых элементов (заклинаний, способностей, оружия и т. д.), детальное руководство пользователя, чёткая и красивая графика, хорошее озвучивание и саундтрек, быстрый и интересный игровой процесс, возможность повторного прохождения за счёт случайного создания карт и квестов, хорошая многопользовательская игра. В обзоре GameSpot говорится, что игра представляет собой шаг вперёд по сравнению с Diablo.
Версия для Playstation вышла на два года позже версии для Windows, в результате чего она выглядела устаревшей, и была лишена некоторых её возможностей (например, многопользовательской игры или возможности управлять двумя персонажами). В числе достоинств этой версии называлась низкая цена ($10). Среди недостатков обозреватель сайта IGN называет пропуски кадров в сценах, загружающих графический процессор и длительное время загрузки уровней. В результате эта версия получила более низкие оценки.